# 난다-마우리아 전쟁
난다 제국 정복으로도 알려진 난다-마우리아 전쟁(Nanda-Mauryan War)은 기원전 4세기 후반(기원전 323~321년경)에 고대 인도에서 난다 황제 다나 난다와 찬드라굽타 마우리아 휘하의 군대 사이에 벌어진 전쟁으로, 이 전쟁으로 인해 마우리아 제국이 건국되었다. 이 전쟁에서 차나키야는 찬드라굽타 마우리아의 조언자였다. 갈등에 대한 특정 연대에 대해서는 역사적 출처에서 알려진 바가 거의 없다.

## 배경
관련된 주요 인물과 정복의 이야기는 모호하다. 다나 난다가 이끄는 난다 제국은 마가다에 기반을 두고 있었으며, 갠지스강 유역의 많은 왕국들을 포함하고 있었다.
찬드라굽타의 조상은 알려져 있지 않다. 그는 카우틸리야라고 불리는 자신의 스승 차나키야에게 국가 공예와 전쟁에 대한 지식을 배웠다. 카우틸리야의 아르타샤스트라는 현명한 왕에게 통치하는 방법을 가르치기 위한 정치학이었다. 차나키야는 젊은 왕에게 전쟁과 외교에 대한 광범위한 논의를 가르쳤다. 차나키야의 업적은 그의 왕이 세계 정복자가 되기를 바라는 그의 바람, 어떤 왕국들이 자연적인 동맹국이고 피할 수 없는 적인지에 대한 분석, 그가 깨뜨리고 유지할 것이라고 알고 있던 조약들을 기꺼이 만들려는 그의 의지, 침묵의 전쟁 또는 의심하지 않는 왕에 대한 암살 전쟁에 대한 그의 교리, 적 지도자들을 죽이고 그들 사이에 불화를 낳은 비밀 요원들을 승인한 것, 전쟁 무기로서 남성과 여성에 대한 그의 관점, 군대를 증강시키고 적 병사들의 사기를 떨어뜨리기 위해 종교와 미신을 사용한 것, 허위 정보의 확산, 정복된 병사들과 신하들에 대한 인간적인 대우 등을 포함한다.

## 전쟁
정복에 대해 알려진 많은 것들은 전쟁이 끝난 후에 쓰여진 이야기들에서 비롯된다. 고대 역사가 플루타르코스 (AD 46–AD 120)는 정복의 일부에 대해 설명한다. 이 전쟁은 서기 300년에서 700년 사이에 작곡된 비샤카다타의 산스크리트어 정치 드라마인 무드라락샤사에서 허구화되었다. 비슈누 푸라나(날짜 미상)에서도 역사가 간략하게 서술되어 있는데, 난다 제국의 멸망에서 차나키야의 중요성을 강조하고 있다. 또 다른 작품인 밀린다왕문경(기원전 100년)에서는 바다살라는 정복기의 난다 장군이 등장한다.
관련된 군인들의 수에 대한 추정은 부분적으로 고대 로마의 자료에 기반을 두고 있다. 플루타르코스는 찬드라굽타의 군대가 인도 전역을 정복할 때까지 후에 600,000명이 될 것이라고 추정하는데, 이 추정치는 플리니우스 (서기 23–79)가 또한 제시한 것이다. 플리니우스와 플루타르코스는 또한 동쪽의 난다 군대를 보병 200,000명, 기병 80,000명, 전차 8,000대, 그리고 전쟁 코끼리 6,000마리로 추정했다. 이 추정치는 마우리아 제국에 머물었던 셀레우코스 대사 메가스테네스의 초기 연구의 일부에 기반을 두고 있다. 21세기의 한 작가인 수하스 채터지는 "찬드라굽타는 난다 왕 정복에 펀자브 출신의 그리스 용병들까지 포함하여, 그의 모든 군사력을 동원해야만 했다"라고 주장하고, 밀린다왕문경의 언급에 따르면 "1락의 병사, 10,000마리의 코끼리, 10,000마리의 말, 5,000마리의 전차가 그 조우에서 죽었다."
무드라락샤사에서 찬드라굽타는 펀자브를 먼저 차지한 후 차나키야와 연합하여 난다 제국으로 진격했다고 전해진다. 비슷하게, 플루타르코스는 그가 처음에 인도의 북서쪽에 있는 알렉산드로스의 사트라피들을 무너뜨렸다고 쓰고 있다. P. K. 바타차리야는 마가다의 초기 통합 이후에 전쟁이 점진적인 지방 정복으로 이루어졌을 것이라고 결론짓는다. 무드라락샤사에서, 그는 이미 정복된 지역에서 온 북서 변경 부족 용병들의 도움을 받아 마가다의 수도인 쿠스마푸라(또는 파탈리푸트라)를 포위했다. 포위 공격은 기원전 320년에 시작되었을 수 있다. 기원전 312년까지 그는 인도 북부와 북서부 전역을 정복했다.
이 전쟁에서 찬드라굽타는 라지푸타나의 심하푸라 왕, 칼링가의 가자파티 왕과 동맹을 맺었을 수도 있다. 펀자브 출신의 그의 용병들의 사전 경험이 그의 군사적 성공에 중요했을 것이다. 찬드라굽타의 원정은 대중적인 게릴라 전술을 사용함으로써 마련되었다는 의견도 제시되고 있는데, 난다 제국은 규모가 크고 신생국이 반대하기에 압도적이었을 대규모 군대를 휘두를 수 있었기 때문이다. 전쟁은 난다 왕조에 종지부를 찍었고 찬드라굽타 마우리아를 지도자로 하는 마우리아 제국을 세웠다.

## 여파
마우리아 제국은 찬드라굽타의 정복 말기에 아반티라슈트라 (수도: 우자이니), 닥시나파타 (수도: 불확실한, 아마도 수완나기리), 웃타라파타 (수도: 탁샤실라), 그리고 프라키야 (수도: 파탈리푸트라) 등 최소한 4개의 속주로 구성되었다. 차나키야는 나중에 찬드라굽타의 총리가 되었다
찬드라굽타는 결국 그의 제국을 남인도까지 확장했고 인도 북서부 전체와 페르시아 일부에 대한 통제권을 놓고 셀레우코스 제국과 전쟁을 벌였다. 마우리아 제국은 결국 그가 퇴위한 날짜까지 볼 때 인도에서 가장 광범위한 제국이 되었다.

## 같이 보기
- 마가다
- 차나키야
- 난다 제국
- 마우리아 제국
- 마가다의 군주 목록

### 작품 인용
- Mookerji, Radha Kumud (1988) [first published in 1966], 《Chandragupta Maurya and his times》 4판, Motilal Banarsidass, ISBN 81-208-0433-3
- Roy, Kaushik (2012), 《Hinduism and the Ethics of Warfare in South Asia: From Antiquity to the Present》, Cambridge University Press, ISBN 978-1-107-01736-8
- Sen, R.K. (1895), 〈Origin of the Maurya of Magadha and of Chanakya〉, 《Journal of the Buddhist Text Society of India》, The Society